# John Lambert
John Lambert (Hunterdon megye, 1746. február 24. – Lambertville, 1823. február 4.) az Amerikai Egyesült Államok szenátora (New Jersey, 1809–1815).